# Lhota (Olomouc)
Lhota è un comune della Repubblica Ceca facente parte del distretto di Přerov, nella regione di Olomouc.

## Storia
La prima menzione scritta del villaggio risale al 1346.